# Portrait de Jeanne Kéfer
Pour les articles homonymes, voir Kéfer.
Le portrait de Jeanne Kéfer est un tableau de Fernand Khnopff, peint en 1885. Il est conservé et exposé depuis 1997, au Musée Paul Getty, à Los Angeles.

## Histoire
Le modèle est la petite Jeanne Kéfer, âgée de cinq ans, fille du pianiste et chef d'orchestre Gustave Kéfer et ami de l'artiste. Le tableau est prévu pour être présenté au salon du Groupe des XX en 1885 à Bruxelles, mais Khnopff n'ayant pas réussi à le finir, la première exposition a lieu au salon suivant, en 1886. La peinture reçoit des critiques positives où est noté la grande habileté de l'artiste. La peinture est exposée ensuite à Londres (1892), Florence (1896–1897) et Munich (1898).
Les spécialistes de Kéfer suggèrent que le style du peintre est influencé par l'Anglais Whistler, qui a travaillé un temps à Bruxelles et exposé en 1884.
Le tableau a d'abord appartenu à Gustave Kéfer, puis à Hugo Engle de Paris. En 1957, la toile se trouve en Suède, à la galerie de Rapps de Stockholm (Rapps Konsthandel). En 1987, la peinture se trouve dans une collection privée en Suède, et, en 1997, vendue au Musée Getty, lors d'une vente aux enchères chez Christie, à Londres.

## Description
Jeanne Kéfer est représentée debout sur un porche, coiffée d'un bonnet et adossée à une porte vitrée fermée. Elle regarde droit vers le spectateur. Son pouce attrape le bord de son manteau. Le portrait symbolise la vulnérabilité de l'enfant et l'incertitude face au monde extérieur. Le message est mis en évidence par la composition elle-même : la petite taille de Jeanne par rapport à l'encadrement de la porte. La toile passée aux rayons X révèle que la petite fille tenait initialement un bouquet de fleurs blanches dans sa main gauche, un détail que Khnopff a supprimé.